# Ерфурт
Ерфурт (на немски: Erfurt [ˈɛrfʊrt]) е град в Германия, столица и най-голям град на федерална провинция Тюрингия, и един от трите регионални центъра на провинцията наред с Йена и Гера. Най-важните институции на града освен органите на регионалната власт са Федералният трудов съд, Университетът Ерфурт и Професионалното висше учебно заведение Ерфурт, и католическата епархия на Ерфурт, чиято катедрала (Ерфуртската катедрала) от своя страна е една от главните забележителности на града наред с моста на търговците – Кремербрюке, многоетажна сграда с магазини. Освен това градът разполага с почти 3 km² стар център в средновековен стил с около 25 енорийски църкви и множество занаятчийски и градски къщи. Секторът на услугите и администрацията определят до голяма степен икономиката на града, Ерфурт е градът с втория по големина панаир в новите провинции (бившата ГДР) след Лайпциг. Освен това централната му гара представлява важен транспортен възел в центъра на Германия. Между многото заводи най-известни са тези за електротехника, полупроводници и фотоволтаици, тук са пивоварната „Braugold“ и производителят на тюрингска горчица Born Feinkost. Тук се провеждат и големи изложби на цветя и кактуси, в града има и особено красив парк – произведение на градинарското изкуство, Егапарк Ерфурт.

## Географско положение
След обединението на Германия през 1990 година Ерфурт се намира на 45,5 km югоизточно от географския център на Германия. Разположен е в южната падина на река Гера.
Населението му е 204 994 жители към 31 декември 2010 г. Площта му е 269,14 km², а гъстотата на населението – 762 д/km².

## История
Първото писмено свидетелство за съществуването на града датира от 742 г. Ерфурт прераства скоро след основаването си в областен център на Тюрингия, макар че до 1945 г. не участва в политическия живот на провинцията. След основаването си принадлежи към Графство Майнц, при все че през Средновековието се радва на относително голяма автономност, на която насилственото присъединяване към Графство Майнц през 1664 г. слага край. През 1802 г. градът става част от Прусия (с изключение на периода от 1806 г. до 1814 г., когато като Графство Ерфурт е под директна френска власт) и остава така до 1945 г. Университетът е основан през 1392 г. Това го прави третият по старост университет в Германия, чийто най-известен студент е Мартин Лутер.
- Католическата катедралата „Св. Дева Мария“ в Ерфурт (XII-XV в.)
- Кремербрюке
- Японската градина в Егапарк Ерфурт

## Побратимени градове
- Дьор, Унгария, от 1971 г.
- Вилнюс, Литва, от 1972 г.
- Калиш, Полша, от 1982 г.
- Майнц, Германия, от 1988 г.
- Лил, Франция, от 1991 г.
- Шоуний (окръг, Канзас), САЩ, Канзас, от 1993 г.
- Тукуман, Аржентина, от 1993 г.
- Ловеч, България, подновен от 1996 г.
- Хайфа, Израел, от 2000 г.
- Янан, Китай, от 2000 г.